# Rhegmatorhina hoffmannsi
Rhegmatorhina hoffmannsi là một loài chim trong họ Thamnophilidae.